# Asse
Asse este o comună în provincia Brabantul Flamand, în Flandra, una dintre cele trei regiuni ale Belgiei. Comuna este limitrofă Regiunea Capitalei Bruxelles, fiind situată în partea de vest a acesteia și este formată din localitățile Asse, Bekkerzeel Kobbegem Mollem Relegem și Zellik. Suprafața totală este de 49,64 km². Comuna Asse este situată în zona flamandă vorbitoare de limba neerlandeză a Belgiei. La 1 ianuarie 2008 comuna avea o populație totală de 29.558 locuitori. 

## Personalități născute aici
- Paul De Keersmaeker (1929 - 2022), om de afaceri, politician.